# Nicteri de Libèria
El nicteri de Libèria (Nycteris intermedia) és una espècie de ratpenat de la família dels nictèrids que es troba a l'Àfrica central i oriental.